# Pirofil·lita
La pirofil·lita és un mineral de la classe dels silicats (fil·losilicats) que rep el seu nom del grec pir, foc, i phillon, fulla. És molt semblant al talc, formant part totes dues espècies del grup de la pirofil·lita-talc.

## Característiques
La pirofil·lita és un silicat d'alúmina hidratat, amb fórmula química Al₂(Si₄O10)(OH)₂, sent la seva composició teòrica de 66,7% de SiO₂, 28,3% de Al₂O₃ i un 5% de H₂O. Normalment està barrejada amb caolinita, alunita i quars. Es pot confondre fàcilment amb el talc, diferenciant-se d'aquest per la seva lluentor i perquè reacciona amb magnesi. Cristal·litza en el sistema triclínic. Normalment es presenta en forma de làmines o en agregats foliacis o radiats, degut a la seva estructura i fractura micàcia, el que més la fa ser suau i untuosa al tacte. S'empra com a càrrega en pintures, lubricant sec, aïllant tèrmic i elèctric, en la indústria del paper, goma, tèxtil i del sabó.
Segons la classificació de Nickel-Strunz, la pirofil·lita pertany a «09.EC - Fil·losilicats amb plans de mica, compostos per xarxes tetraèdriques i octaèdriques» juntament amb els següents minerals: minnesotaïta, talc, willemseïta, ferripirofil·lita, boromoscovita, celadonita, chernykhita, montdorita, moscovita, nanpingita, paragonita, roscoelita, tobelita, aluminoceladonita, cromofil·lita, ferroaluminoceladonita, ferroceladonita, cromoceladonita, tainiolita, ganterita, annita, ephesita, hendricksita, masutomilita, norrishita, flogopita, polilithionita, preiswerkita, siderofil·lita, tetraferriflogopita, fluorotetraferriflogopita, wonesita, eastonita, tetraferriannita, trilithionita, fluorannita, shirokshinita, shirozulita, sokolovaïta, aspidolita, fluoroflogopita, suhailita, yangzhumingita, orlovita, oxiflogopita, brammal·lita, margarita, anandita, bityita, clintonita, kinoshitalita, ferrokinoshitalita, oxikinoshitalita, fluorokinoshitalita, beidel·lita, kurumsakita, montmoril·lonita, nontronita, volkonskoïta, yakhontovita, hectorita, saponita, sauconita, spadaïta, stevensita, swinefordita, zincsilita, ferrosaponita, vermiculita, bileyclor, chamosita, clinoclor, cookeïta, franklinfurnaceïta, gonyerita, nimita, ortochamosita, pennantita, sudoïita, donbassita, glagolevita, borocookeïta, aliettita, corrensita, dozyita, hidrobiotita, karpinskita, kulkeïta, lunijianlaïta, rectorita, saliotita, tosudita, brinrobertsita, macaulayita, burckhardtita, ferrisurita, surita, niksergievita i kegelita.

## Formació i jaciments
Acostuma a trobar-se en fil·lites i esquistos, sovint associats amb cianita, dels quals és un producte d'alteració. També es troba en dipòsits hidrotermals. Sol trobar-se associada a altres minerals com: cianita, andalusita, topazi, mica i quars. Als territoris de parla catalana ha estat descrita a Vilafranca de Conflent (Conflent) i a Tordera (Maresme).

## Varietats
- Cattle egg stone, una densa varietat amb l'interior de color negre i exterior groc, que s'utilitza per tallar. Els colors són causats per les inclusions microscòpiques d'òxids de ferro en diferents estats a la intempèrie. Les parts grogues del material també contenen menor diàspor.[6]
- Cromo-pirofil·lita, una varietat de color verd que conté crom, originària del districte Mitterberg, Dienten, Salzburg, Àustria.[7]
- Gelpirofil·lita, un gel d'aquesta espècie.[8]

## Grup de la pirofil·lita-talc
El grup de la pirofil·lita-talc està integrat per cinc espècies de minerals.
| Espècie           | Fórmula               |
| ----------------- | --------------------- |
| Ferripirofil·lita | Fe3+₂(Si₄O10)(OH)₂    |
| Minnesotaïta      | (Fe,Mg)₃(Si₄O10)(OH)₂ |
| Pirofil·lita      | Al₂(Si₄O10)(OH)₂      |
| Talc              | Mg₃(Si₄O10)(OH)₂      |
| Willemseïta       | (Ni,Mg)₃(Si₄O10)(OH)₂ |